# Moritz Pfälzer

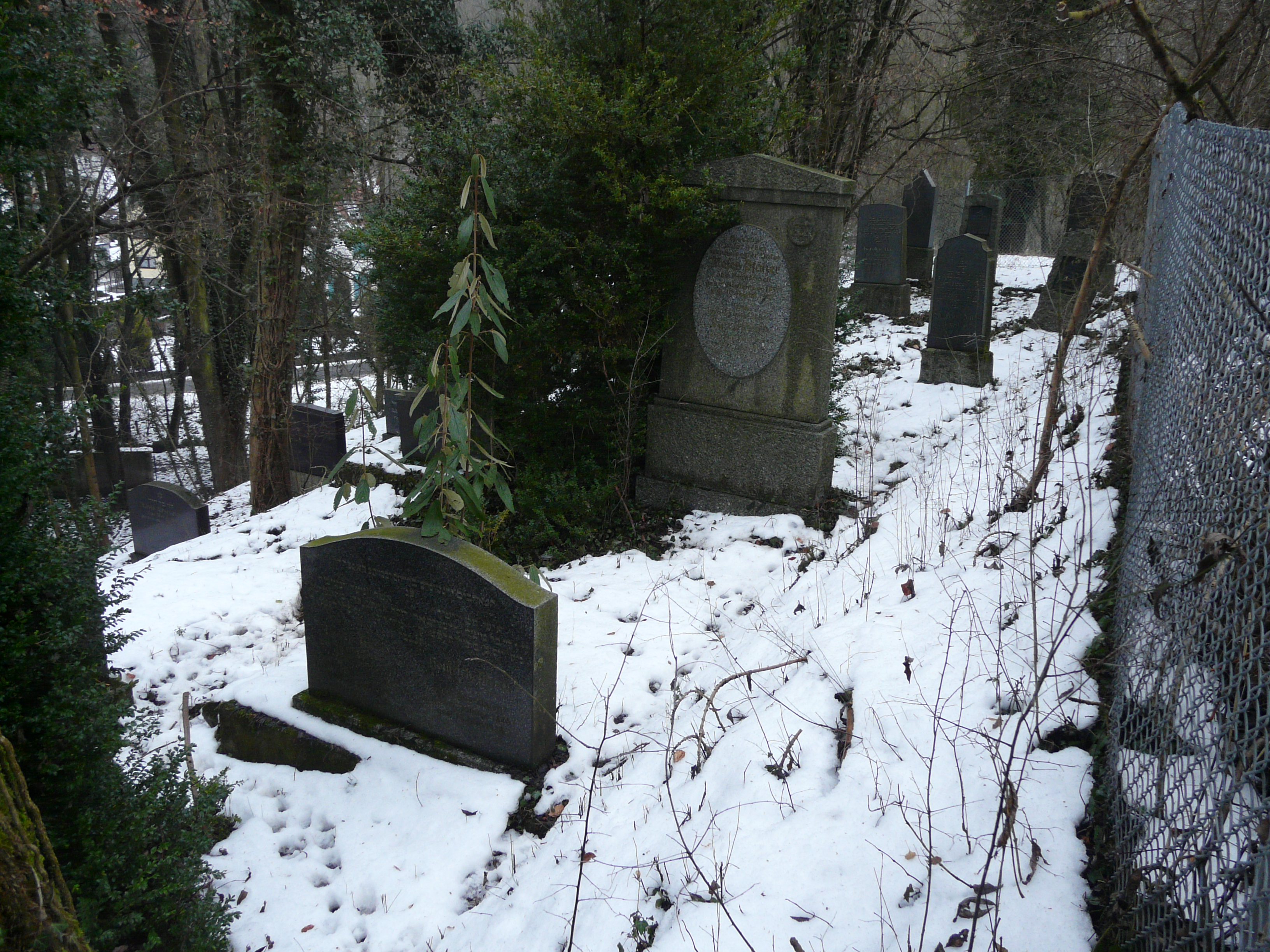
Grabstein für Moritz Pfälzer auf dem Jüdischen Friedhof Hemsbach (Bildmitte)

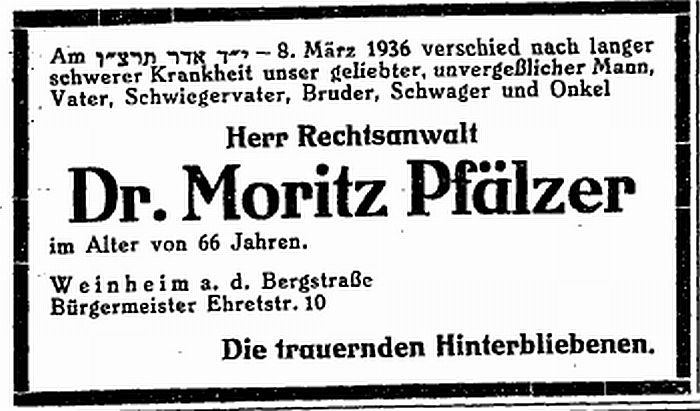
Todesanzeige in Der Israelit vom 8. März 1936

Moritz Pfälzer (geboren am 17. August 1869 in Hemsbach; gestorben am 8. März 1936 in Frankfurt am Main) war ein deutscher Rechtsanwalt und stellvertretender Vorsitzender des Oberrats der Israeliten Badens.

## Leben
Er war der Sohn des Handelsmannes Heinrich Pfälzer und seiner Ehefrau Malchen, geborene Gutmann.
Moritz Pfälzer, der sich nach seinem Studium in Weinheim als Rechtsanwalt niederließ, galt als einer der erfahrensten Anwälte im Landgerichtsbezirk Mannheim. Als Klienten hatte er die Unternehmen Carl Freudenberg und die Maschinenfabrik Badenia, damals die größten Weinheimer Unternehmen, ebenso wie die Familie Berckheim und die Stadt Weinheim. 1911 wurde Moritz Pfälzer zum Vorsitzenden des Gewerbegerichts Weinheim, dem Vorgänger des heutigen Arbeitsgerichts, berufen. 
Als Vorsitzender der Jüdischen Gemeinde Weinheim führte er am 2. August 1906 den Festzug zur Einweihung der neuen Synagoge in der Bürgermeister-Ehret-Straße 5 an. Moritz Pfälzer, der zum fortschrittlichen Bürgertum zählte, saß von 1926 bis zur Gleichschaltung in der Zeit des Nationalsozialismus für die Deutsche Demokratische Partei (DDP) im Bürgerausschuss.
Er war mit der Straßburgerin Laura Martha geb. Elsner verheiratet. Aus dieser Ehe gingen die Töchter Gertrud Erika (geb. 15. August 1906) und Edith Luise (geb. 15. März 1909) hervor. Die Familie wohnte in der Bürgermeister-Ehret-Straße 10 in Weinheim. 
Moritz Pfälzer wurde auf dem Jüdischen Friedhof Hemsbach (Grab Nr. 1003) bestattet.